# Oñaztura
Oñaztura est le mot basque désignant la foudre dans la mythologie basque. Quand l'aubépine est bénite, la foudre ne tombe pas sur elle. Lorsqu'on entend le tonnerre, on prend une branche d'aubépine à la main pour se protéger contre la foudre. Cette pratique est très répandue.
La bougie de cire qui a brûlé pendant les offices à l'église lors de la Semaine sainte, ou bien celle que l'on bénit pour la chandeleur, on la fait brûler durant les bourrasques pour que la foudre ne s'abatte sur la maison. On a également pour habitude de verser quelques gouttes de cette cire dans le béret des hommes et dans quelques bijoux des femmes en guise de protection individuelle contre la foudre. On retrouve ce type de rite dans certaines régions avec les animaux domestiques. De même, afin d'éloigner la foudre on verse quelques gouttes de cire dans divers lieux de la maison et on pose sur la porte principale des croix faites également de cire. 

## Étymologie
Oinaztarri signifie « foudre » en basque. Le suffixe a désigne l'article : oinaztarria se traduit donc par « la foudre ».